# Drabet på Mia Teglgaard Sprotte
 Ikke at forveksle med Drabet på Mia Skadhauge Stevn.
Drabet på Mia Teglgaard Sprotte også kaldet Mia-sagen, var et drab, der blev begået den 27. juni 2003 på den 12-årige Mia Teglgaard Sprotte. Liget af Sprotte blev fundet nedgravet i et buskads nær boligområdet Benløseparken i Ringsted. I 2004 blev gerningsmanden, Steffen Houmann Kristensen, ved Retten i Ringsted, idømt forvaring for drab, planlægning af voldtægt af en mindreårig og usømmelig omgang med lig.
På grund af sagens brutale karakter fik den meget opmærksomhed i pressen. Sidenhen er sagen også blevet gengivet i tv-serien De 7 drab og i den tidligere drabsefterforsker i Rejseholdet Tom Christensens bog Han fik morderne til at tilstå samt i dokumentarserien Virkelighedens Rejsehold.

## Baggrund

### Offer
Mia Teglgaard Sprotte og hendes familie flyttede ind i Benløseparken kort tid inden hendes far døde af kræft i 1996. Tre gange om ugen trænede hun fodbold som midtbanespiller på pigeholdet i Benløse Idrætsforening, og en gang om ugen sang hun i Benløsekoret i kirken. Hun boede sammen med sin mor og lillebror og stedfar.

### Drab og efterforskning
Fredag den 27. juni 2003 om aftenen fik hun lov til at cykle over til boldbanerne ved den nærliggende folkeskole for at se, om der var andre børn ude, så hun kunne spille en fodboldkamp med dem. Hun havde fået besked på, at hun skulle være hjemme inden kl. 22.00. Klokken 02.50 ringede stedfaren til politiet og fortalte, at hun ikke var kommet hjem. Politiet igangsatte en eftersøgning om lørdagen den 28. juni, og signalet fra hendes mobiltelefon indikerede, at hun stadig var i området, men det lykkes ikke at finde hende. Beboere fandt hendes cykel gemt i et buskads nordøst for Asgårdsskolen om søndagen og samme dag satte politiet en helikopter ind i eftersøgningen. Den 30. juni fandt specialtrænede politihunde en nedgravet person i et buskads tæt ved legepladsen.
Tirsdag den 1. juli konstaterede politiet, at det nedgravede lig var identisk med Mia Teglgaard Sprotte. Efterforskerne oplyste videre, at hun havde været slået på kæben, seksuelt misbrugt og stranguleret med en tynd, grøn nylonsnor, inden hun blev skjult 80 cm. nede i jorden. Sammen med liget fandt politiet også en jakke med hendes mobiltelefon. Senere på dagen offentliggjorde politiet teorien om, at morderen var lokalkendt. Teorien baseres bl.a. på, at stedet ikke var let at finde for ikke-stedkendte. Cirka fem meter fra stedet fandt politiet en rød schweizerkniv med påskriften "Maersk Drilling Safety Award" og et stykke grøn nylonsnor magen til den, der blev fundet ved liget. Trods flere hundrede henvendelser havde politiet ikke hørt fra nogle, der havde set Mia eller en mulig drabsmand ved legepladsen. Kniven viste sig at være en, der var uddelt til medarbejdere hos Maersk Drilling efter et internt sikkerhedskursus, mens nylonsnoren menes at være fugesnor, som normalt bruges ved murerarbejde. Politiet undersøgte to drenges hemmelige hule. Drabsmanden havde taget en skovl fra hulen og brugt den til nedgravningen af liget. Den specielle Mærsk-lommekniv blev afskrevet som brugbart spor, da det viste sig, at den også tilhørte drengene. Den 7. juli 2003 fik Ringsted Politi forstærkning fra 21 kriminalbetjente fra Rigspolitiet og nabopolitikredsene, som bl.a. skulle hjælpe med; at kortlægge trafikken i området ved Valhalla-legepladsen og Asgårdsskolen for at finde frem til mulige nye vidner i sagen, at gennemgå flere end 500 henvendelser fra offentligheden, som endnu ikke var undersøgt samt at afhøre 40 personer, som politiet havde særlig interesse for.
Den 14. juli 2003 blev den 22-årige Steffen Houmann Kristensen anholdt og sigtet for drabet på Mia Teglgaard Sprotte. Under ransagningen af hans værelse i Benløseparken fandt politiet blandt andet undertøj til småpiger, ligesom der dukkede pornografiske papirfotos op af voksne kvinder, som havde fået påklistret børneansigter. Politiet fandt også en kondompakke af mærket Blå Profil, der var gemt væk bag et højttalerkabinet på værelset. I pakken manglede et kondom, som var blevet revet af fra striben af kondomer. I nærheden af drabsstedet var der fundet en tom kondomindpakning. Genetiske undersøgelser fastslog med sikkerhed, at det kondom, der blev fundet ved Mias grav, indeholdt Steffen Kristensens sæd. Dagen efter erkendte han under grundlovsforhøret at have dræbt Mia Teglgaard Sprotte. Han erkendte også usømmelig omgang med lig, idet han voldtog Mia efter at have dræbt hende. Samtidig viste resultatet af DNA-undersøgelsen, at de biologiske spor fra gerningsstedet matchede hans DNA-profil. Dermed slog Retsgenetisk Institut fast, at han havde været i kontakt med Mia. Rejseholdets drabsefterforsker Tom Christensen afhørte Steffen Kristensen i 100 timer og fik hans tilståelse, og kriminalassistenten og Kristensen fik et kammeratligt forhold under de lange afhøringer.
I den første uge af sagen modtog politiet 750 henvendelser. I november 2003 udbetalte Ringsted Politi 135.000 kroner i dusør. De 100.000 kroner blev givet af en anonym person, mens de resterende 35.000 kom fra en offentlig indsamling. Politiet lagde vægt på, at dusøren blev givet til folk, der selv henvendte sig med oplysninger, der førte til, at gerningsmanden blev afsløret. Politimester Signe Justesen oplyste, at der var fire personer, der skulle dele pengene og at de alle ønskede at være anonyme.

### Gerningsmand
Steffen Harry Houmann Kristensen blev født i 1980 og var opvokset i Benløseparken, et par blokke hvorfra Mia og hendes familie boede. Kristensen gik på Asgårdsskolen i Benløse og han klarede sig ikke særligt godt i skolen på grund af sin ordblindhed, mens han i frikvartererne blev mobbet. Efter 8. klasse begyndte han på Ringsted Miljø- og Naturskole, en produktionsskole, som gav et pusterum til unge, der var kørt træt i skolesystemet. Her gik han i to år, mens de venner, han hængte ud med, begyndte at ryge hash dagligt. Han blev også introduceret til hårdere stoffer. Efter han blev færdig med skolen havde han et par småjobs, som han ikke holdt længe i, og efter et kortvarigt ophold på en efterskole på Langeland var afvekslingen i en lang periode, mest fyldt med druk, hash og kriminalitet, som fx biltyverier og indbrud. Han havde flere gange været i detentionen og fik også nogle betingede domme på straffeattesten.
I oktober 1999 skaffede Ringsted Kommune ham en plads på et skib, som fiskerlærling. Han gennemførte efterfølgende fiskeriets grundkursus på Fiskeriskolen i Thyborøn. På daværende tispunkt havde han også nogle kærester, men ikke noget fast. Det var for det meste piger på hans egen alder eller et par år yngre, han var sammen med. I 2001 fortsatte han sin fiskeriuddannelse ombord på fiskerbåden Jørgen Gram og boede det næste års tid hos sin moster i Esbjerg. I marts 2002 blev han bortvist fra skolen Maritimt Uddannelsescenter Vest. Skolen oplyste, at det var hans fravær, der var årsag til bortvisningen. Han fik to skriftlige advarsler, der blev sendt til Mærsk Kollegiet i Nordby på Fanø, hvor han var flyttet ind, men de kom uåbnede tilbage. Han dukkede kun op til det indledende brandkursus i januar, men blev ikke set på skolen, og han svarede ikke på opringningerne til kollegiet. Han blev boende på Mærsk Kollegiet indtil slutningen af juni 2002, hvorefter han flyttede tilbage til Benløse og genoptog sit gamle liv med hash og druk. I maj 2003 fik han job på Café Guldbrand i Ringsted. Han boede sammen med sine forældre i Benløseparken. Begge forældre arbejdede, faderen som murer og moderen som rengøringsassistent.

## Retssagen
Retssagen mod Steffen Kristensen begyndte i foråret 2004 ved Retten i Ringsted. Ifølge anklageskriftet havde Steffen Kristensen igennem flere dage planlagt, hvordan han ville finde en hvilken som helst lille pige og voldtage hende. Han skaffede sig snoren og en rulle gaffatape, som han skjulte under kældertrappen ved forældrenes lejlighed i Benløseparken 27. Juridisk havde anklageren, vicepolitimester Karen Marie Olesen, samlet forbrydelsen mod Mia i tre tiltale-punkter: En tiltale for manddrab, en for planlægning af voldtægt af et barn og en for usømmelig omgang med lig. Steffen havde erklæret sig skyldig i alle tre tiltaler.
Retslægerådet havde erklæret, at Kristensen var mentalt syg og så farlig, at tidsbestemt fængsel ikke var sikkert nok. Mentalundersøgelsen viste, at han var kold, kynisk, beregnende og farlig. Derfor krævede anklageren ham idømt forvaring på ubestemt tid i en sikret anstalt. Forsvareren, advokat Martin Vangkilde Hansen, krævede, at retten underkendte Retslægerådets erklæring og i stedet idømte ham en tidsbestemt straf, det ville sige fængsel. I retten kom det frem, at Steffen den 27. juni 2003 var cyklet ud med det formål at finde en pige og voldtage hende. Bag på sin cykel have han et stykke af sin fars murersnor, som han ville bruge til at binde sit offers hænder, så hun gjorde mindst muligt modstand. Forinden havde han også anskaffet sig en elefanthue, men den havde han glemt den dag og det var en af grundende til at Mia blev dræbt. Da Mia kom cyklende ved buskadset antastede han hende. Han lagde sin arm om halsen på hende og trak hende ind i buskadset. Mia genkendte Steffen fra området og nævnte derfor hans navn under faldet ind i busken, hvilket fik Steffen til at gå i panik og kvæle Mia ved at presse sine fingre mod hendes strube. Men dette døde hun ikke af og derfor lagde han en snor om halsen på hende og strammede til. Bagefter lemlæstede han hendes hoved og nakke for at være helt sikker på, at hun var død. "Jeg var bange for konsekvenserne. jeg ved ikke, hvorfor det slog klik for mig," – "Det ser meget lettere ud på film" udtalte han under retssagen. Efter han havde sikret sig at hun var død, gravede han et hul med en spade som han fandt i nærheden, hvorefter han efterfølgende voldtog hendes lig. Da han var færdig smed han liget i hullet. Men mens han var ved at fylde det med jord blev han overrasket af en hundelufter og flygtede. Nogle timer efter drabet satte han sig ind i en bil med sine kammerater for at køre til Roskilde Festival en halv times kørsel derfra. Hans venner fortalte senere, at de intet mærkeligt bemærkede ved Steffens opførsel på drabsaftenen.
Under retssagen blev der tegnet et billede af en meget afstumpet ung mand. Som 16-årig blev han trukket ind i et kriminelt miljø med tyveri, hæleri, hærværk og vild bilkørsel og et dagligt misbrug af hash og lejlighedsvis hårdere stoffer. Han anså sig selv for en "pigernes mand" og i retten fortalte han, at han havde haft seksuelle forhold til 23 forskellige kvinder i alderen 14 til 36 år. Hjemme på sig værelse gemte han kvindetøj, han havde stjålet i nabolaget, som han iklædte sig til tider. På computeren søgte han efter pornografiske hjemmesider, hvor han så videoklip med kvinder, der blev voldtaget, ydmyget og dræbt. Det var også først da hans computer gik i stykker, at han besluttede sig for selv at ville voldtage en pige. Han brugte flere uger på at forberede den fantasi, han ville føre ud i livet. Blandt andet havde han planlagt at det skulle være en pige mellem 15 og 17 år – fordi de var lettere at holde fast.
I retten undskyldte han for drabet og udtalte: "Jeg foragter mig selv, for hvad jeg har gjort. Det er ikke ligefrem noget, jeg er stolt af". Den 23. april 2004 blev Steffen Kristensen idømt lovens strengeste straf, da domsmandsretten i Ringsted på blot et kvarter enstemmigt idømte ham forvaring på ubestemt tid. "Det er vigtigt, at det lægeligt sikres, at Steffen Kristensen ikke kan komme på fri fod, medmindre han er rask" sagde dommeren Flemming Jørgensen om straffen. Efter få minutters betænkningstid sammen med sin forsvarer, Martin Vangkilde Hansen, ankede Steffen Kristensen sin dom. I juni 2004 meddelte han, at han valgte at opgive anken og modtog dermed forvaringsdommen.
På daværende tidspunkt havde man ikke tidligere straffet drabssager med forvaring. På det tidspunkt var en forvaringsdom primært rettet mod meget grove seksualforbrydere, voldsmænd og pyromaner, der var dømt til anbringelse i en forvaringsanstalt. Steffen Kristensen modtog som én af de første en forvaringsdom på baggrund af et drab.
Vagn Greve, en af Danmarks førende strafferetseksperter på daværende tidspunkt kaldte før retssagen Steffen Kristensen for "Danmarks farligste seksualforbryder".

### Afsoning og løsladelse
Steffen Kristensen blev sat til afsoning i Anstalten ved Herstedvester. I oktober 2011 blev han gift i fængslet med den 22-årige drabsdømte Lea Tolbøll Kvistgaard, som afsonede ti års fængsel i Herstedvester. I 2015 gik han med til at lade sig medicinsk kastrere, hvilket betød, at han jævnligt modtog injektioner, som dæmpede kønsdriften. Han modtog også præparater, som forhindrede ham i at snyde med kastreringen. I september 2018 fortalte han, at han afsonede på en personalefri afdeling i Herstedvester Fængsel, hvor celledørene ikke blev låst. Han fortalte også, at han var i lære som elektriker og var blevet katolik, og at han hver søndag tændte et lys for Mia i kirken. Desuden fortalte han, at han var blevet single, hvilket må betyde, at han er blevet skilt, efter han i 2011 siden giftede sig med en drabsdømt medfange.
I sommeren 2019 flyttes han fra fængslet i Herstedvester til en af Kriminalforsorgens åbne institutioner, Kastanieborg i Hvidovre ved København. Ifølge Kriminalforsorgen er opholdet dér "ofte en del af udslusningen til samfundet i den sidste del af en afsoning." Steffen Kristensen er siden blevet løsladt fra Kriminalforsorgens pension og er nu en fri mand. Efter sin løsladelse tog han navneforandring og bosatte sig et nyt sted i Danmark.